# Decker Mountain
Der Decker Mountain ist ein 2421 m hoher flachgipfliger Berg mit einer Schartenhöhe von 158 m im Südwesten der kanadischen Provinz British Columbia, im Squamish-Lillooet Regional District.

## Geographie
Der Berg liegt in den Garibaldi Ranges der Coast Mountains im Garibaldi Provincial Park und ist Teil der Spearhead Range, einer Teilkette der Garibaldi Ranges. Der Decker Mountain liegt 9 km südöstlich von Whistler und 3,9 westnordwestlich des Tremor Mountain, des höchsten Gipfels in der Spearhead Range. Der nächsthöhere Berg ist der Mount Trorey (2461 m). Die Abflüsse der Niederschläge von der Südseite des Berges fließen über den Fitzsimmons Creek in den Cheakamus River. Das Schmelzwasser vom Decker Glacier am Nordosthang wird über den Wedge Creek abgeführt.
Der Decker Mountain wird of als Teil der Spearhead Traverse erstiegen. Die Erstbesteigung wurde 1954 durch eine Seilschaft des Varsity Outdoor Club der University of British Columbia ausgeführt. Der Name des Berges bezieht sich auf seine Form, die an ein zweideckiges Schiff erinnert, und an seine flache, an ein Deck erinnernde Spitze; das Suffix „er“ wurde aus Gründen der Euphonie hinzugefügt. Der Name des Berges wurde am 27. August 1965 durch das Geographical Names Board of Canada offiziell anerkannt, so wie er von Dick Culbert, dem Autor des Climber's Guide to the Coastal Ranges of British Columbia verwendet wurde.

## Klima
In Bezug auf die Klimaklassifikation nach Köppen und Geiger herrscht am Decker Mountain ein Westseiten-Seeklima. Die meisten Wetterfronten stammen vom Pazifik und bewegen sich ostwärts auf die Coast Mountains zu, wo sie durch die Berge zum  Aufsteigen (Windstau) gezwungen werden, was wiederum dazu führt, dass die enthaltene Feuchtigkeit in Form von Regen oder Schnee abgegeben wird. Im Ergebnis führt das zu hohen Niederschlägen in den Coast Mountains, insbesondere zu starken Schneefällen im Winter. Die Temperaturen können unter −20 °C fallen, unter Berücksichtigung von Windchill-Einfluss unter −30 °C. Die Monate Juli bis September bieten die besten Wetterbedingungen für einen Aufstieg.

## Kletterrouten
Am Decker Mountain sind folgende Kletterrouten etabliert:
- über die Ostseite
- über die Südwestflanke
- über die Nordwestflanke
- über den Decker Glacier

## Galerie

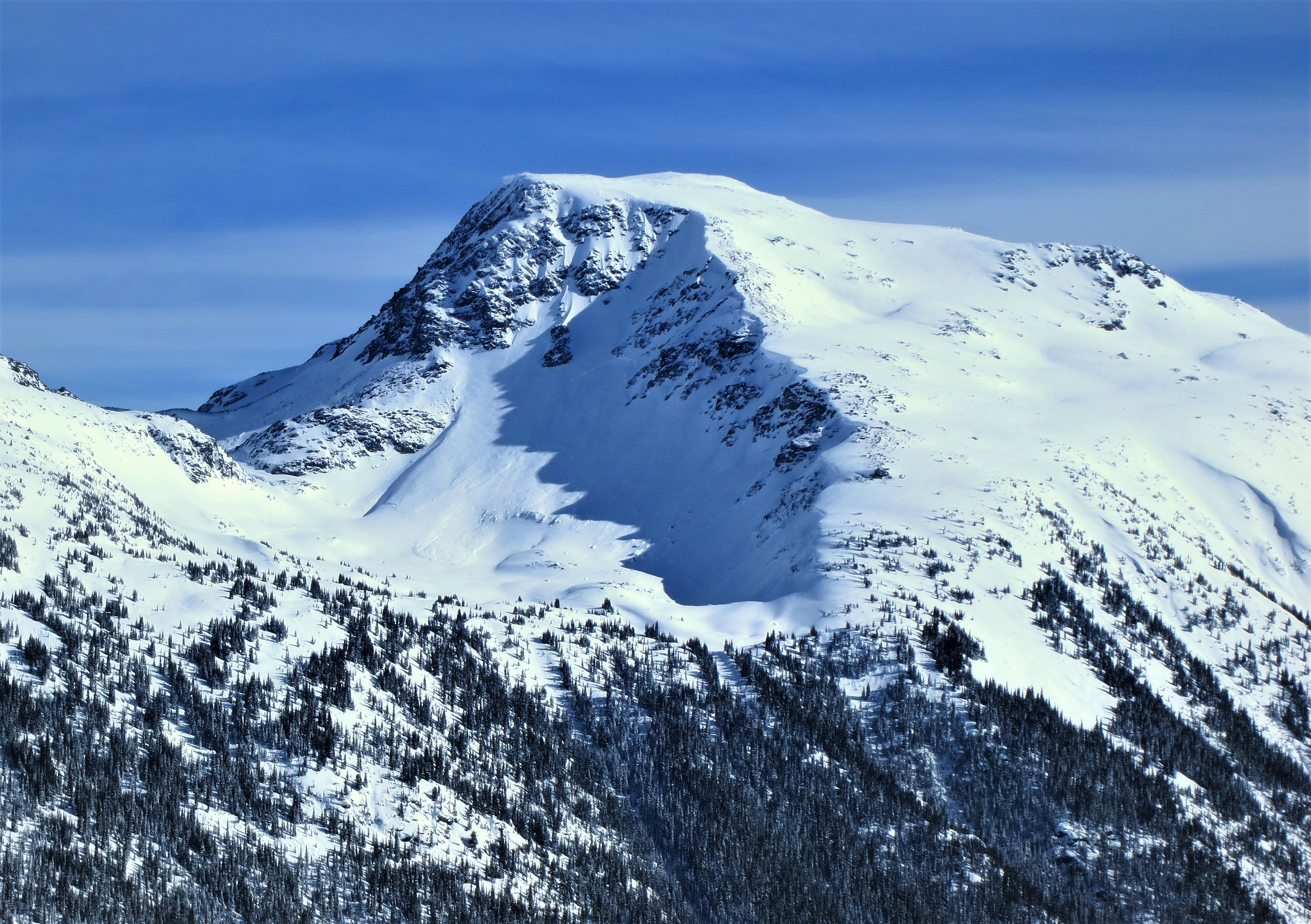
Der Decker Mountain vom Skigebiet Whistler Mountain aus
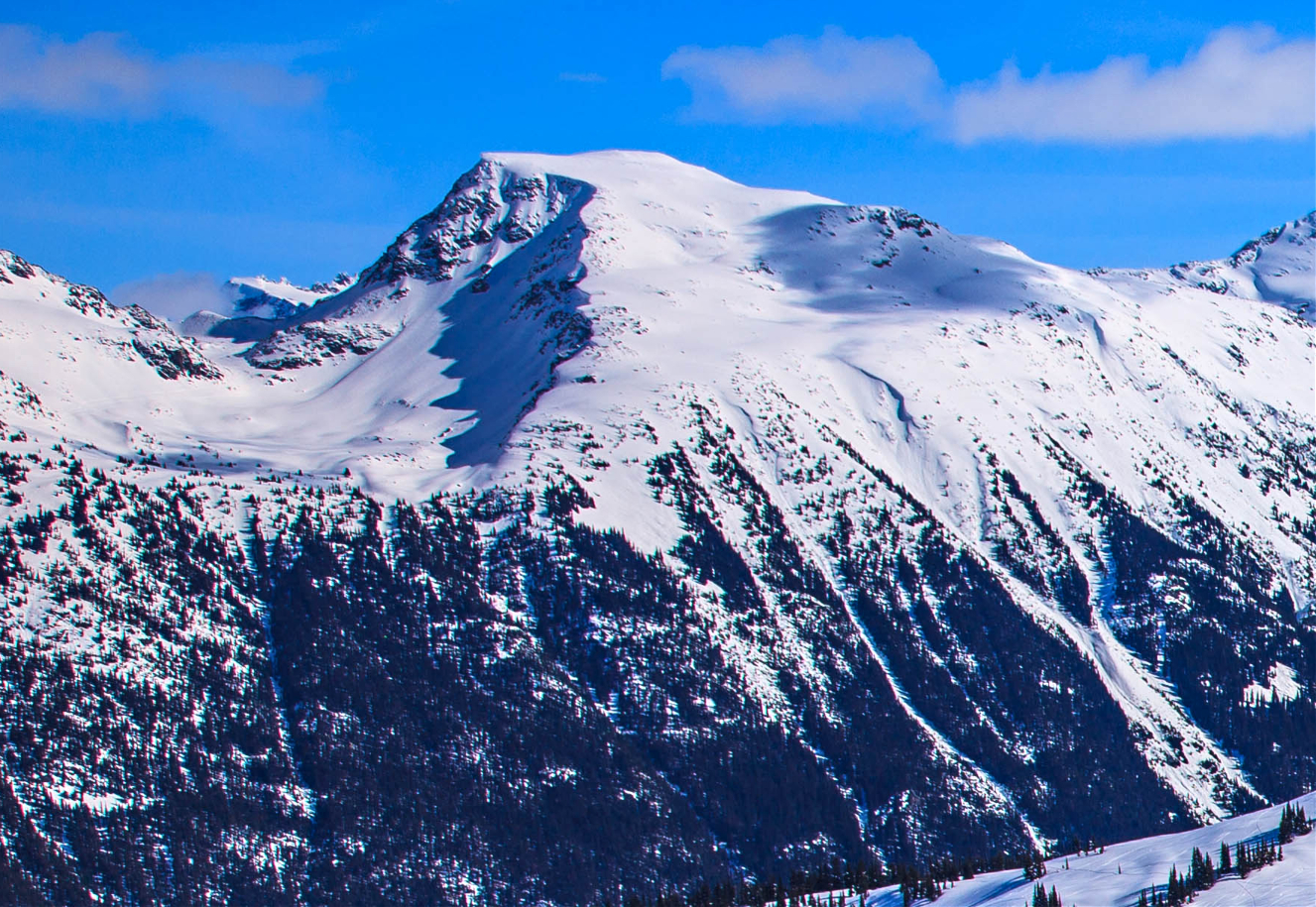
Der Decker Mountain vom Skigebiet Whistler Mountain aus
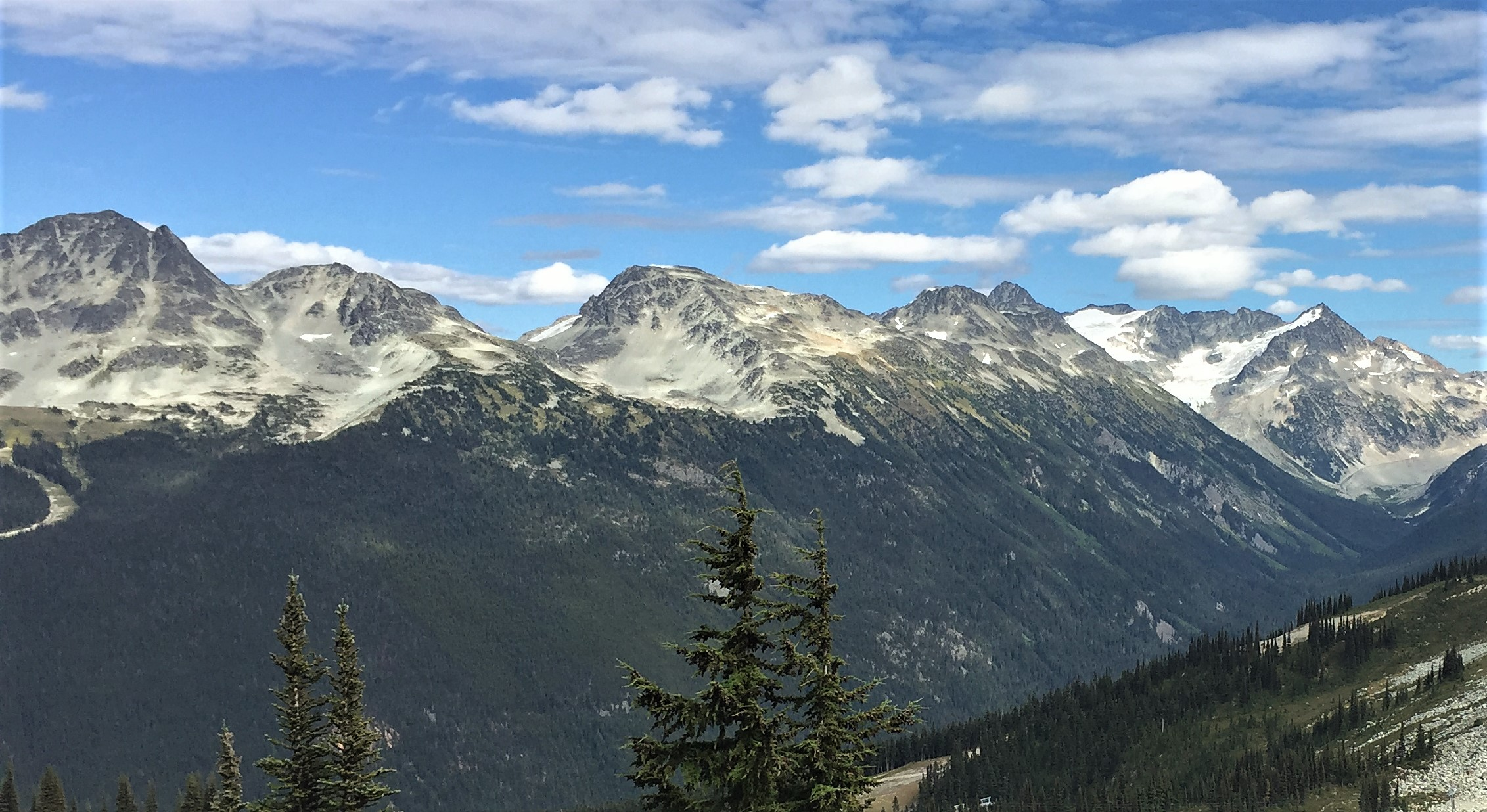
Der Decker Mountain (Mitte) in der Spearhead Range